# El cocodril albí
El cocodril albí (Albino Alligator) és una pel·lícula franco-estatunidenca dirigida per Kevin Spacey estrenada el 1996. Ha estat doblada al català

## Argument
Després d'un robatori fallit, Dova, el seu germà Milo i Law es refugien en un bar. Molt de pressa la policia els envolta i segueix la presa d'ostatges.

## Repartiment
- Matt Dillon: Dova
- Faye Dunaway: Janet Boudreaux
- Gary Sinise: Milo
- Viggo Mortensen: Guy Foucard
- Joe Mantegna: Agent G.D. Browning
- John Spencer: Jack
- Skeet Ulrich: Danny Boudreaux
- Frankie Faison: Agent Marv Rose
- Melinda McGraw: Jenny Ferguson
- M. Emmet Walsh: Dino